# Mount Field, British Columbia
Mount Field är ett berg i Kanada.   Det ligger i provinsen British Columbia, i den centrala delen av landet, 3 000 km väster om huvudstaden Ottawa. Toppen på Mount Field är 2 643 meter över havet, eller 246 meter över den omgivande terrängen. Bredden vid basen är 0,06 km.
Terrängen runt Mount Field är huvudsakligen bergig. Trakten runt Mount Field är nära nog obefolkad, med mindre än två invånare per kvadratkilometer.. Närmaste större samhälle är Lake Louise, 18,9 km öster om Mount Field. 
I omgivningarna runt Mount Field växer i huvudsak barrskog.  Trakten ingår i den hemiboreala klimatzonen. Årsmedeltemperaturen i trakten är −4 °C. Den varmaste månaden är juli, då medeltemperaturen är 10 °C, och den kallaste är december, med −17 °C.